# Athetis contorta
Athetis contorta là một loài bướm đêm trong họ Noctuidae.